# فریدا بوکارا
فریدا بوکارا (به فرانسوی: Frida Boccara) (۲۹ اکتبر ۱۹۴۰ – ۱ اوت ۱۹۹۶) خوانندهٔ فرانسوی بود.
او در سال ۱۹۶۹ در مسابقهٔ یوروویژن شرکت کرد و به‌طور مشترک برنده شد.